# Masanori Sekiya
Masanori Sekiya (関谷 正徳) est un pilote automobile japonais né le 27 novembre 1949. Il a remporté en 1995 les 24 Heures du Mans au volant de la McLaren F1 GTR de l'écurie anglo-japonaise Kokusai Kaihatsu Racing, en équipage avec Jyrki Järvilehto et Yannick Dalmas, devenant le premier pilote japonais à s'imposer dans la classique mancelle.
Masanori Sekiya présente également la particularité de s'être marié sur le circuit des 24 Heures, pendant la course en 1987. À l'époque, une Chapelle se trouvait au virage du même nom.

## Palmarès
- Vainqueur des 1 000 kilomètres de Fuji en 1987
- Vainqueur des 1 000 kilomètres de Suzuka en 1987 et 1995
- Vainqueur du championnat du Japon des voitures de tourisme (JTCC) en 1994 et 1998
- Vainqueur des 24 Heures du Mans en 1995

## Résultats aux 24 Heures du Mans
| Année | Voiture         | Équipe                  | Équipiers                             | Résultat  |
| ----- | --------------- | ----------------------- | ------------------------------------- | --------- |
| 1985  | Toyota 85C      | Tom's Team              | Kaoru Hoshino / Satoru Nakajima       | 12e       |
| 1986  | Toyota 86C      | Tom's Team              | Geoff Lees / Satoru Nakajima          | Abandon   |
| 1987  | Toyota 87C      | Toyota Team TOM'S       | Kaoru Hoshino / Tiff Needell          | Abandon   |
| 1988  | Toyota 88C      | Toyota Team TOM'S       | Geoff Lees / Kaoru Hoshino            | 12e       |
| 1989  | Porsche 962 CK6 | Porsche Kremer Racing   | George Fouché / Hideki Okada          | Abandon   |
| 1990  | Toyota 90C-V    | Toyota Team TOM'S       | Geoff Lees / Hitoshi Ogawa            | 6e        |
| 1992  | Toyota TS010    | Toyota Team TOM'S       | Kenny Acheson / Pierre-Henri Raphanel | 2e        |
| 1993  | Toyota TS010    | Toyota Team TOM'S       | Eddie Irvine / Toshio Suzuki          | 4e        |
| 1995  | McLaren F1 GTR  | Kokusai Kaihatsu Racing | Yannick Dalmas / Jyrki Järvilehto     | Vainqueur |
| 1996  | Toyota Supra LM | Team SARD Toyota        | Masami Kageyama / Hidetoshi Mitsusada | Abandon   |
| 1997  | McLaren F1 GTR  | Gulf Team Davidoff      | Ray Bellm / Andrew Gilbert-Scott      | Abandon   |

## Autres podiums d'endurance
- 2e des 1 000 kilomètres de Suzuka : 1983 et 1985
- 2e des 1 000 kilomètres de Fuji : 1991
- 3e des 1 000 kilomètres de Fuji : 1977, 1981, 1991 (deux éditions annuelle alors) et 1992

## Victoires notables
- 200 kilomètres de Suzuka: 1989
- 300 kilomètres de Fuji: 1980
- 500 kilomètres de Fuji: 1979 et 1990
- 500 miles de Fuji: 1989 et 1991